# Pădurea Verdele
Pădurea Verdele este o arie protejată (sit de importanță comunitară — SCI) din România, desemnată în scopul protejării biodiversității și menținerii într-o stare de conservare favorabilă a florei spontane și faunei sălbatice, precum și a habitatelor naturale de interes comunitar aflate în arealul zonei de protecție. Aceasta este întinsă pe o suprafață de 282,3 ha, integral pe uscat.

## Localizare
Situl se întinde pe teritoriul administrativ al comunei Nistorești din județul Vrancea. Centrul sitului Pădurea Verdele este situat la coordonatele 45°47′52″N 26°35′03″E / 45.797786°N 26.584053°E.

## Înființare
Situl Pădurea Verdele (ROSCI0182) a fost declarat sit de importanță comunitară în decembrie 2007 pentru a proteja 5 specii de animale. Acesta include rezervația naturală Pădurea Verdele - Cheile Nărujei II.

## Biodiversitate
Situată în ecoregiunea alpină, aria protejată conține 6 habitate naturale: Râuri de munte și vegetația erbacee de pe malurile acestora, Fânețe montane, Păduri de fag Luzulo-Fagetum, Păduri de fag Asperulo-Fagetum, Păduri de fag dacice (Symphyto-Fagion), Liziere de ierburi înalte hidrofile de câmpie și de nivel montan până la alpin.
La baza desemnării sitului se află mai multe specii protejate:
- amfibieni (1): salamandra carpatică (Triturus montandoni)
- mamifere (3): lupul (Canis lupus), râs eurasiatic (Lynx lynx), urs brun (Ursus arctos)
- nevertebrate (1): croitorul mare al stejarului (Cerambyx cerdo)